# Hirondellea brevicaudata
Hirondellea brevicaudata is een vlokreeftensoort uit de familie van de Hirondelleidae. De wetenschappelijke naam van de soort is voor het eerst geldig gepubliceerd in 1910 door Chevreux.